# Florasio di Vicenza
Florasio (Vicenza, ... – 1282) è stato inquisitore, membro della Curia romana, visitatore apostolico e infine vescovo di Sutri negli ultimi tre anni della sua vita.

## Biografia
Non si conosce nulla del primo periodo della vita di Florasio, appartenente all'ordine francescano, presumibilmente nato a Vicenza. Le prime notizie su Florasius de Vicentia risalgono agli anni 1262 e 1263, quando è attestato come inquisitore francescano operante soprattutto in Veneto. A Verona si vide strappare forzatamente dalle sue mani una donna catara, che aveva catturato per essere condotta in prigione. Il suo atteggiamento intransigente lo spinse ad un passo dal lanciare l'interdetto contro Venezia e il suo doge perché si erano rifiutati di inserire negli statuti cittadini le leggi antieretiche dell'epoca.
Fu probabilmente a causa di quest'insuccesso, che dovette abbandonare il Veneto e trasferirsi nella Curia romana dove ricoprì vari incarichi. Le prime attestazioni di questo suo nuovo ruolo "romano" sono datate 1263 e lo vedono protagonista delle lotte nella diocesi di Rieti tra i sostenitori del partito ghibellino di Manfredi di Sicilia e i guelfi. Su mandato pontificio, nei primi mesi dell'anno aveva scomunicato diversi reatini, perché avevano eletto podestà Offreduccio della Miranda; fu insultato e un suo cursore venne percosso. L'11 aprile 1263 papa Urbano IV concesse al vescovo Tommaso di Rieti di assolvere questi reatini dalla scomunica in cui erano intercorsi, e comminata da fratrem Florasium de Vicentia Ordinis Minorum.
Il 16 settembre 1263, fu destinatario di un breve di Urbano IV, intestato al Dilecto filio Fratri Florasio Ordinis Minorum Cappellano nostro, a cui il papa dette l'ordine di scomunicare Crasso, capitano del popolo di Rieti, ghibellino e sostenitore di Manfredi.
Ancora nel 1263, Fratre Florasio de Vicentia cappellano nostro, fu nominato da Urbano IV visitatore apostolico e inquisitore nel monastero di Subiaco, per indagare sull'operato dell'abate Enrico, accusato di vari soprusi. Di questi fatti riferisce il pontefice nella lettera scritta il 5 novembre a Gottifredo di Raynaldo, cardinale di San Giorgio in Velabro.
Il 17 luglio 1264, il dilectus filius Frater Florasius Ordinis Minorum Cappellanus noster fu nominato da Urbano IV amministratore dell'abbazia di San Paolo fuori le mura, dopo la deposizione dell'abate Federico. Florasio è ancora documentato in un atto notarile del 1º ottobre 1264 fatto da quest'abbazia a favore di Santa Balbina.
Non si hanno più notizie di Florasio fino al 22 settembre 1279 quando papa Niccolò III, che nella lettera di nomina dice di conoscerlo familiaris experientia, lo scelse come vescovo di Sutri, al posto di un altro francescano, Giovanni di Amelia, che era stato eletto dal capitolo dei canonici di Sutri.
Poco si conosce dell'operato di Florasio come vescovo di Sutri. È noto in particolare per una controversia riguardante la chiesa di Santa Fortunata di Sutri, che, fin dal X secolo, dipendeva dall'abbazia dei Santi Andrea e Gregorio al Celio di Roma. La questione fu risolta con un accordo stipulato l'8 novembre 1280.
Non è nota la data esatta della morte di Florasio, che Ughelli indica nel 1282.